# Zygmunt Jórski
Zygmunt Jórski (ur. 8 października 1880, zm. 13 września 1963 w Milanówku) – właściciel ziemski, z wykształcenia artysta plastyk.
Rodzina Jórskich pojawiła się na terenach obecnego Zacisza pod koniec XIX wieku, Zygmunt przejął majątek po rodzicach ok. 1910. Zamieszkiwał wraz z żoną Janiną w dworku, który znajdował się w oddaleniu od szosy do Radzymina, do którego prowadziła wysypana żwirem droga. Były to tereny bagnistych nieużytków, które Jórski postanowił rozparcelować. W założeniu miało powstać miasto-ogród złożone z działek o powierzchni od 1000 do 2000 metrów. Aby zwiększyć sprzedaż cenę ustalono na tak niskim poziomie, że reklamowano je jako najtańsze w okolicach Warszawy. Zygmunt Jórski był znany z tego, że kredytował kupujących, rozkładał płatności na dogodne raty, część działek rozdał, a wiele przeznaczył na cele społeczne m.in. pod kościół i pod boisko klubu sportowego Junak.
Jórski był artystą plastykiem – malarzem-realistą. Studiował w warszawskiej Szkole Sztuk Pięknych im. Wojciecha Gersona. Należał do grupy malarskiej „Zachęta” co potwierdza Słownik Biograficzny Warszawskiego Okręgu Związków Artystów Plastyków. Do czasów obecnych pozostało jednak bardzo mało jego prac. Od 1931 roku był także Członkiem Rzeczywistym Miłośnikiem Towarzystwa Zachęty Sztuk Pięknych. Po 1945 Janinie i Zygmuntowi Jórskim odebrano posiadany majątek, przeprowadzili się oni do Milanówka, gdzie po pożarze willi, którą wynajmowali (1962) oboje zmarli (Janina z Michalaków Jórska ur. 25 października 1892, zmarła 5 grudnia 1963) i zostali pochowani w grobowcu rodzinnym na cmentarzu Bródnowskim (kw. 3A-4-31/32).
Pamiątką po Zygmuncie Jórskim jest ulica na Zaciszu nosząca jego imię. Przez wiele lat była zapisywana z błędem jako Jurskiego. Ciekawostką jest, że nazwę nadano za życia patrona (15 maja 1951), m.in. plan miasta z 1956 ma tak oznaczoną ulicę.

## Galeria

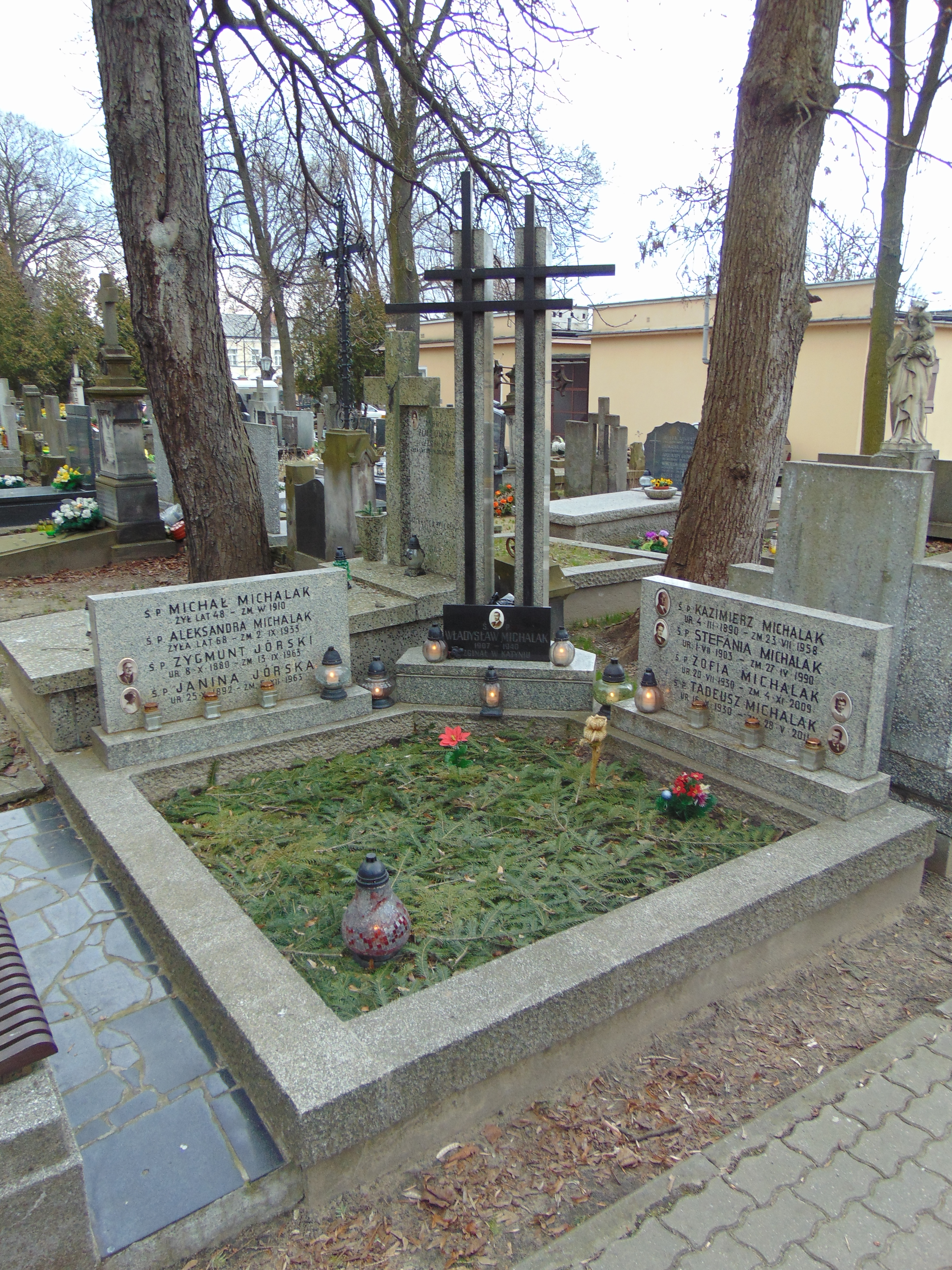
Grób rodzinny
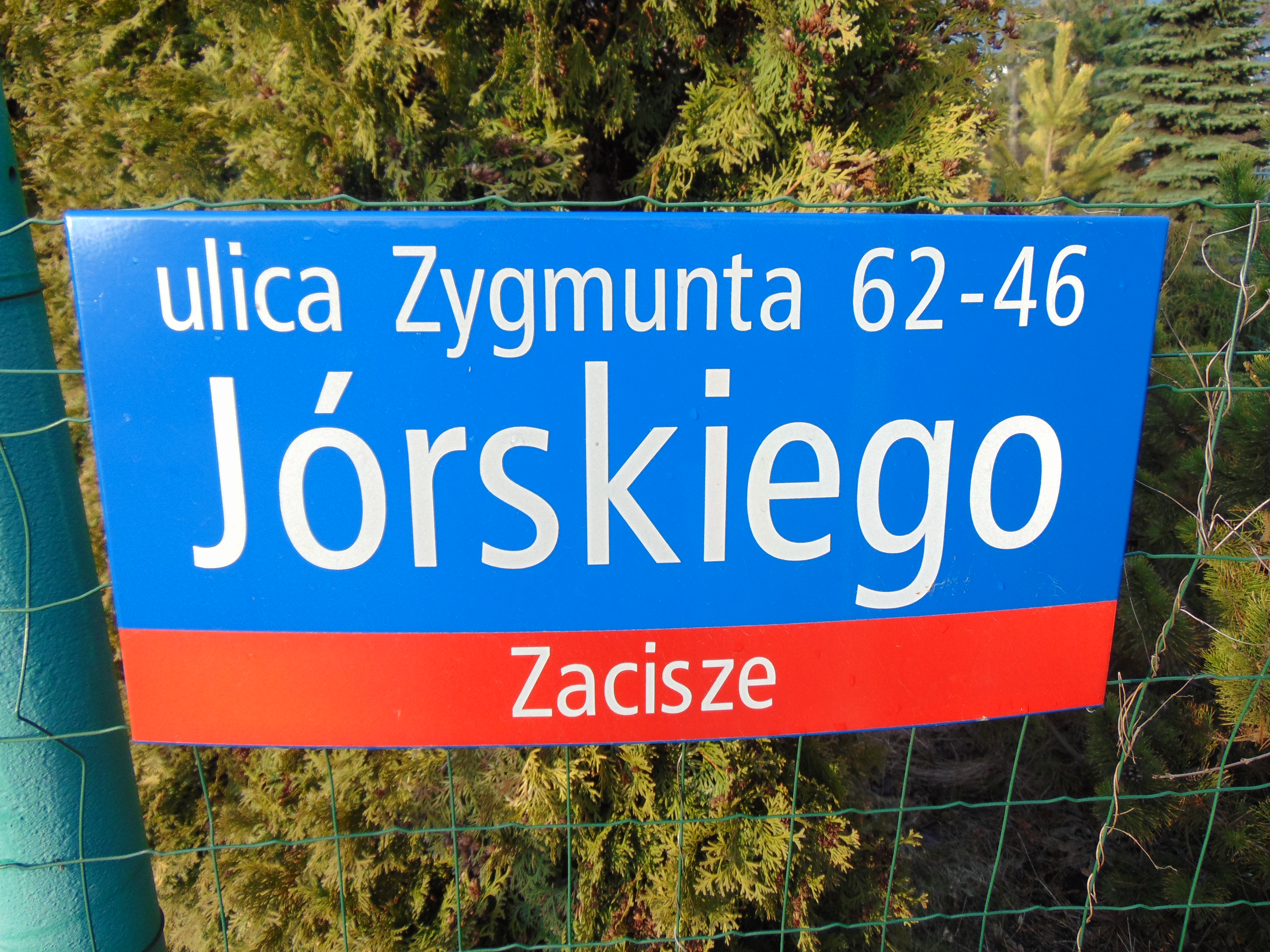
Tabliczka z nazwiskiem Jórskiego...
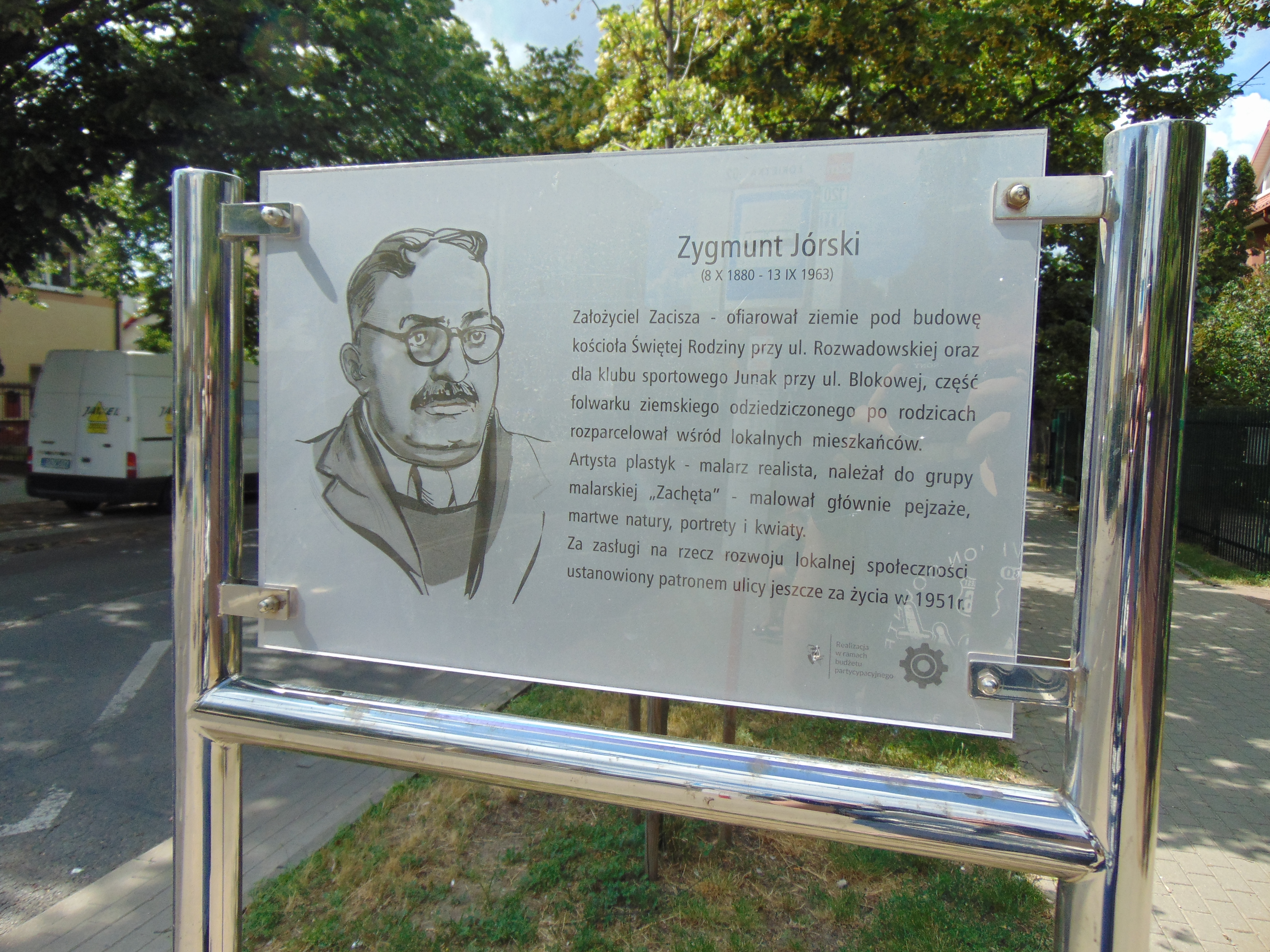
...oraz informacyjna...
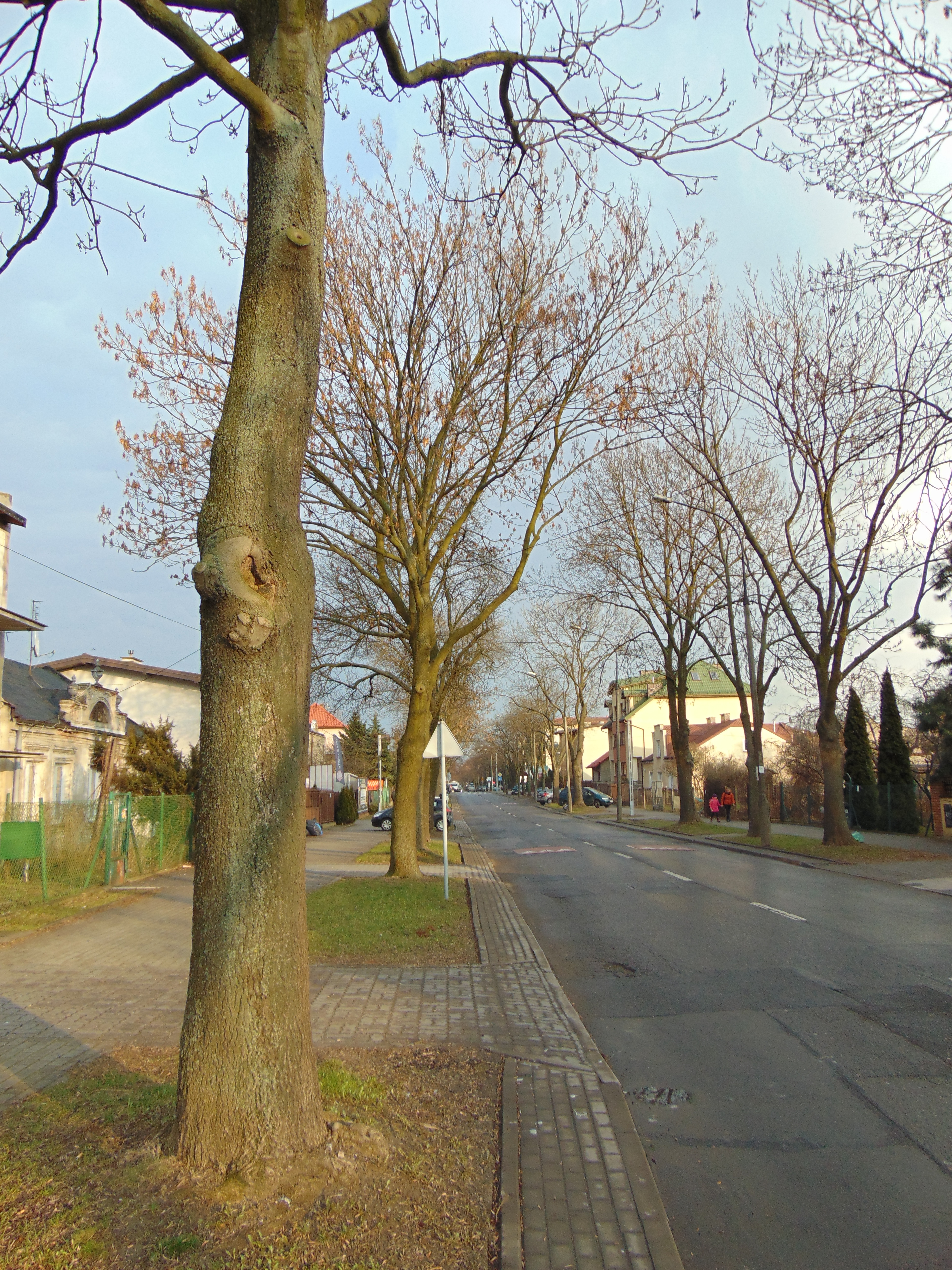
...na ulicy jego imienia